# Milion słów (singel)
Milion słów – singel polskiej piosenkarki Juli z jej trzeciego albumu studyjnego, zatytułowanego Milion słów.

## Geneza utworu i historia wydania
Utwór napisali i skomponowali Adrian Owsianik, Jarosław Baran, Julita Fabiszewska, Katarzyna Chrzanowska, Łukasz Bartoszak, Marcin Fabiszewski, Przemysław Puk i Tomasz Morzydusza.
Singel ukazał się w formacie digital download 1 września 2016 w Polsce za pośrednictwem wytwórni płytowej Warner Music Poland. Kompozycja została umieszczona na trzecim albumie studyjnym Juli – Milion słów.
Do utworu powstał teledysk w reżyserii Kamila Krawczyckiego, który udostępniono w dniu premiery singla za pośrednictwem serwisu YouTube.

## Pozycje na listach airplay
| Kraj   | Lista | Najwyższa pozycja |
| ------ | ----- | ----------------- |
| Polska | OLiA  | 8                 |

## Certyfikaty
| Kraj          | Certyfikat         | Sprzedaż |
| ------------- | ------------------ | -------- |
| Polska (ZPAV) | 2x platynowa płyta | 40 000+  |